# Marton György (alszolgabíró)
Nemesnépi Marton György (Nemesnép, Zala vármegye, 1767. június 16. – Andráshida, Zala vármegye, 1843. április 1.), táblabíró, a zalalövői járás alszolgabírája, az 1809.évi nemesi felkelés alhadnagya, földbirtokos. 

## Családja és származása
A Zala vármegyei nemesi származású nemesnépi Marton család sarja, amelynek az eddigi első ismert említése 1490-ből származott. Apja nemesnépi Marton György (1730-1795), táblabíró, jogász, a zalalövői járás főszolgabírája, földbirtokos, anyja boczföldei Visy Anna (1743-1817) volt. Az apai nagyszülei nemesnépi Marton Ferenc (1700-1760), nemesnépi földbirtokos és nemesnépi Szakály Krisztina (fl. 1725–1737) voltak; az anyai nagyszülei boczföldei Visy István (fl. 1742–1750), andráshidai földbirtokos, aki 1742 és 1746 között zalai esküdt,  és baranyavári Baranyay Orsolya (fl. 1743) voltak. Az 1767-ei urbárium összeírásában nemesnépi Marton Györgyné Visy Anna Bocföldén földbirtokosként szerepelt a többi boczföldei Visy rokonával együtt; ekkor Marton Györgynének Bocföldén egy szabad-menetelű jobbágya volt. Az 1779-ben készült úrbéri összeírásban nemesnépi Marton Györgyné boczföldi Visy Anna szerepelt nemes Kiss Jánossal együtt mint 4 házas zsellérnek az földesura a Kispáli nevű településen. 1797-ben Visy Anna, aki ekkor már Marton György özvegye fiával, ifjabb nemesnépi Marton Györggyel együtt pereskedett rokonaival Zalaegerszegen.

## Élete
Ifjabb nemesnépi Marton György a Kőszegi Gimnáziumban végezte tanulmányait. Apja és anyja révén felnőtt korára mint az egyetlen gyermekük több földbirtokot örökölt, valamint felesége révén is szerzett jószágokat; tófeji (söjtöri), bocföldi, kispáli, teskándi, zalaboldogfai és andráshidai földbirtokos lett. Jogi képesítése után a zalalövői járás esküdtje lett 1795. május 4-e és 1798. június 19-e között. Amikor az 1795-ben nemes Göde István nemesnépi lakos gyújtogatásnak indult és rettegésben tartotta a szomszéd falvakat, csupán nemesnépi Marton György esküdt akarta megakadályozni a bűntettet és mindent megtett, hogy ezt elérje; az akkori zalai alispán Mlinarics Lajos tehetetlen volt a hatalmaskodónak a nemesi jogaival szemben amikért nem tudták őt perbe vinni. A végén mintegy 500-an vették körül és végeztek nemes Göde Istvánnal; a máglyára vitték a bűnöző Gödét, majd az erdő szélén eltemették. A főispán jelentette a gyilkosságot a kancelláriának, és június 10-én Ferenc császár sajátkezű aláírásával küldött rendelete parancsolta meg a vármegyének, indítson büntető pert a nemesnépiek ellen. Közben kiderült, hogy egyetlen ember ellenezte csupán a máglyára vetést, Marton György esküdt, de a pert nem is az összes nemesnépi felnőttek, csak az ítéletlevél „aláírói” — köztük 6 özvegyaszszony — ellen indították.
Marton György 1798. június 19-e és 1815. november 8-a között a lövői járás alszolgabírájaként tevékenykedett domjánszegi Domján József lövői főszolgabíró mellett. 1809-ben a zalai nemesi inszurrekcióban alhadnagyként szolgált, amikor a francia seregek betörtek a királyságba. A napóleoni háborúk alatt 1809. június 19-én a Marton György alszolgabírót Balatonszentgyörgyre küldték, hogy kehidai Deák Péter főadószedőtől 50 000 forintot hozzon a Zala vármegyei deputáció számára.
1815-ben 20 éves vármegyei szolgálata után visszavonult az andráshidai földbirtokára gazdálkodni. 1829. december 22-én a zalavári káptalanban nemesnépi Marton György, Zala vármegye táblabíró tiltakozott és ellentmondott annak az adás-vételnek, melynek során Nagy Judit, Nagy György lánya eladta andráshidai és környékbeli minden örökölt nemesi birtokát 3500 váltóforintért Péterfy Mihálynak és feleségének, Griesz Máriának, magvuk szakadta esetén Péterfy anyjának, Sohár Rozáliának. 1834. március 21-én Reissig Lajosnak, a néhai feleségétől, Bernáth Karolinától maradt nemesnépi részbirtokot a nehéz kezelhetősége miatt eladta 300 forintért a nemesnépi Marton György táblabírónak és feleségének, Patay Rozáliának.
1843. április 1-jén hunyt el.

## Házassága és gyermekei
1796. január 31.-én Söjtörön feleségül vette a nemesi földbirtokos származású petrikeresztúri Patay családnak a sarját, petrikeresztúri Patay Rozália (Söjtör, 1779 – Andráshida, 1845. január 5.) kisasszonyt, akinek a szülei petrikeresztúri Patay László (1738-1795), alsó- és felső-söjtöri földbirtokos és baranyavári Baranyay Anna (1760-1823) voltak. Az esküvőn a tanúk nemes Kiss János táblabíró, földbirtokos, valamint lovászi és szentmargitai Sümeghy József (1757-1832), táblabíró, földbirtokos, a későbbi zalai első alispán, királyi tanácsos. Patay Rozália úrnőnek az apai nagyszülei ifjabb Patay István (fl. 1738–1752), söjtöri birtokos, aki 1746 és 1752 között kapornaki alszolgabíró, és derecskei Derecskey Erzsébet (fl. 1745–1776) úrnő voltak. Patay Rozália anyai nagyszülei baranyavári Baranyay István (1719–1788), hahóti postamester, földbirtokos, valamint várbogyai és nagymádi Bogyay Anna (1730–1769) asszony voltak. Az apai dédszülei idősebb Patay István (fl. 1697–1724), teskándi, söjtöri és tófeji földbirtokos, aki 1697 és 1724 között esküdt, és bánszegi Bán Erzsébet (1656-1736) voltak; Bán Erzsébet szülei pedig nemes Bán István (fl. 1690– 1697), söjtöri, tófeji, teskándi földbirtokos, és nemes Kerpacsics Dorottya (fl. 1690) úrnő voltak, akik 1690 táján a zalaegerszegi várban laktak. Patay Istvánné bánszegi Bán Erzsébet egyben Kerpacsics István zalaegerszegi várnagyné Buzád-Hahót nembeli csányi Csánÿ Katalinnak (fl. 1666) az unokája, aki Árpád-korig visszavezethető ősrégi családnak a sarja volt. Kerpacsics Istvánné Csány Katalinnak az apai nagyapja csányi Csány Bernát (fl. 1549–1581), Zala vármegye alispánja, országgyűlési követe, földbirtokos volt. Felesége révén Marton Györgynek a sógornője Patay Katalin (1782–1826), akinek a férje, tubolyzsegi Tuboly Gábor (1784–1841), ügyvéd, söjtöri földbirtokos; sógora Patay József (1789–1820), jogász, söjtöri földbirtokos volt. Marton György és Patay Rozália frigyéből született:
- nemesnépi Marton József (Andráshida, 1797. április 5. – Andráshida. 1858. július 16.) táblabíró, zalaegerszegi, majd zalalövői alszolgabíró, földbirtokos. Felesége: verbói Szluha Rozália (Nemesnép, 1816. február 22. – Andráshida, 1883. július 9.)
- nemesnépi Marton Regina (Andráshida, 1798. június 14. – Söjtör, 1807. március 17.)
- nemesnépi Marton János (Nemesnép, 1800. május 15. – Söjtör, 1803. szeptember 2.)
- nemesnépi Marton Anna (Nemesnép, 1802. augusztus 10. – Boldogfa, 1843. november 12.) Férje: novakoveczi Tomasich János (1796 – Boldogfa, 1856. július 28.), táblabíró, ügyvéd, földbirtokos; az egyik gyermekük Tomasich Sándor Zala vármegye főpénztárnoka.
- nemesnépi Marton Pál (Nemesnép, 1806. december 15. – Söjtör, 1893. április 6.), földbirtokos, táblabíró. Neje: nagyrákosi Fölnagy Klára (Felsőhahót, 1818. szeptember 24. – Söjtör, 1897. szeptember 27.). Marton Pál és Fölnagy Klára fia: nemesnépi Marton László (1857-1915), Zala vármegye főpénztárnoka, földbirtokos.
- nemesnépi Marton György János (Nemesnép, 1811. május 19. – ?)
- nemesnépi Marton Mihály (Nemesnép, 1817. március 31. – Andráshida, 1819. április 20.)